# Anthenea acanthodes
Anthenea acanthodes är en sjöstjärneart som beskrevs av Hubert Lyman Clark 1938. Anthenea acanthodes ingår i släktet Anthenea och familjen Oreasteridae. Inga underarter finns listade i Catalogue of Life.